# سیارک ۷۴۳۰
سیارک ۷۴۳۰ (به انگلیسی: 7430 Kogure، نامگذاری:1993BV2) هفت هزار و چهارصد و سیمین سیارک کشف شده‌است که در ۲۳ ژانویه ۱۹۹۳ کشف شد.
قدر مطلق سیارک برابر ۱۲٫۷۰ است.